# Entre mi vida y la tuya
"Entre mi vida y la tuya" es una canción del cantante colombiano Fonseca. Es la primera canción del álbum Conexión lanzado en 2015 por Sony Music Latin.
Entre mi vida y la tuya fue la canción debut del quinto álbum de estudio de Fonseca, Conexión, el cual debutó #1 en Colombia y #2 en Estados Unidos, y además se mantuvo dentro del top 10 en países como Honduras, El Salvador, Ecuador, Panamá, Bolivia, entre otros.

## Videoclip
El videoclip muestra una historia de amor de dos niños que perdura hasta que son ancianos, y de como sus vidas se convierten en una sola, como dice la canción. El director del video es Simon Brand.